# Dauria (Film)
Dauria (russisch Даурия, Daurija) ist ein zweiteiliger sowjetischer Abenteuerfilm von Regisseur Wiktor Tregubowitsch aus dem Jahr 1971. Der Film entstand nach dem gleichnamigen Buch von Konstantin Sedych.

## Handlung
Der junge Kosake Roman Ulybin lebt mit seiner Familie in einem Dorf in der sibirischen Region Daurien. Der Anführer der Idylle fernab von Moskau ist der Ataman Kargin. Kargin sorgt dafür, dass die althergebrachten Sitten befolgt werden.
Roman ist in die schöne Dascha verliebt und bittet seinen Vater, einen Ehestifter zu Daschas Eltern zu schicken und die Ehe zu verabreden, bevor dies einer seiner Nebenbuhler tun kann. Romans Vater ist jedoch nicht schnell genug, und so wird Dascha mit dem Sohn eines Ganoven verheiratet. Die Hochzeit ist ein großes Ereignis, und das gesamte Dorf feiert mit.
Dann bricht der Erste Weltkrieg aus. Romans Bruder wird zur Armee eingezogen. Einige Zeit später folgt Roman seinem Bruder und gerät in den Ausbruch der russischen Revolution, von der auch Romans Heimatdorf nicht verschont bleibt. Roman muss sich entscheiden, auf welcher Seite er steht und erkennt, dass sein Dorf nicht die ganze Welt ist.

## Kritiken
Für das Lexikon des internationalen Films ist Dauria ein
„Breit angelegter, abenteuerlicher Film, dessen stimmungsvolle Betrachtung der Kosakenfamilien des ersten Teils deutlich der vordergründigen Aktion in der zweiten Hälfte weichen muß.“